# Никитино (Удмуртия)
Никитино — деревня в Кезском районе Удмуртской республики.

## География
Находится в северо-восточной части Удмуртии на расстоянии приблизительно 19 км на восток-северо-восток по прямой от районного центра поселка Кез.

## История
Известна с 1891 года. В 1905 году здесь (починок Никитинский или Над Ключем) было учтено 4 двора, в 1920 — 6 (все русские), в 1924 — 8. С 1932 года деревня. До 2021 года входила в состав Кузьминского сельского поселения.

## Население
Постоянное население составляло 38 человек (1905), 44 (1924), 1 человек в 2002 году (русские 100 %), 2 в 2012.